# Кокоцело (Козенца)
Кокоцело је насеље у Италији у округу Козенца, региону Калабрија.
Према процени из 2011. у насељу је живело 218 становника. Насеље се налази на надморској висини од 389 м.